# Ђему (Комо)
Ђему је насеље у Италији у округу Комо, региону Ломбардија.
Према процени из 2011. у насељу је живело 71 становника. Насеље се налази на надморској висини од 577 м.